# Gregory Paul Martin
Gregory Paul Martin (ur. 21 stycznia 1962 r. w Londynie) – brytyjski aktor filmowy i telewizyjny.

## Filmografia
- Wyspa Ellis (1984), jako Armistead Knox
- Murder, She Wrote (1984 - 1996), jako Danny Briggs (gościnnie)
- Szaleję za tobą (1992 - 1996), jako Andrew
- Spacer w chmurach (1995), jako Marco Santorelli
- Sliders - Piąty wymiar (1995 - 2000), jako Gareth